# Rodolfo Torres
Rodolfo Andrés Torres Agudelo (Busbanzá, Boyacá, 21 de marzo de 1987) es un ex ciclista de ruta colombiano. Actualmente se dedica a la política y es el actual alcalde de su municipio Busbanzá para el periodo (2024-2028).

## Palmarés
2010
- 1 etapa de la Vuelta a México

2017
- Tour de Bihor, más 1 etapa

## Resultados en Grandes Vueltas
| Carrera | Carrera         | 2014 | 2015 | 2016 | 2017 | 2018 | 2019 | 2020 |
| ------- | --------------- | ---- | ---- | ---- | ---- | ---- | ---- | ---- |
|         | Giro de Italia  | 81.º | —    | —    | —    | 59.º | —    | —    |
|         | Tour de Francia | —    | —    | —    | —    | —    | —    | —    |
|         | Vuelta a España | —    | 32.º | —    | —    | —    | —    | —    |

—: no participa

## Equipos
- Boyacá es para Vivirla-Marche Team (2007)
- Boyacá Orgullo de América (2010-2011)
- GW Shimano (2012)
- Formesán-Bogotá Humana (2013)
- Colombia (2014-2015)
- Androni Giocattoli-Sidermec (2016-2018)
- Team Illuminate[3] (2019-2020)
- Team Illuminate (2022)